# Thomas Niehaus
Thomas Niehaus (* 1981 in Lübeck) ist ein deutscher Schauspieler.

## Leben
Thomas Niehaus stammt aus Lübeck, wo er mit drei Geschwistern aufwuchs. Sein Vater war Richter; seine Mutter medizinisch-technische Assistentin. Niehaus besuchte in Lübeck einen anthroposophischen Kindergarten und ging auf eine Waldorf-Schule. Er spielte bis zur 12. Klasse in der Theater-AG seiner Schule. Im Alter von 12 Jahren bewarb er sich auf eine Zeitungsannonce der Lübecker Nachrichten für die Rolle des Michel aus Lönneberga für Aufführungen auf der Freilichtbühne Lübeck, wo er nach einem Casting in Bad Segeberg für die Hauptrolle engagiert wurde und die Rolle einen Sommer lang in Lübeck spielte.
Niehaus studierte von 2001 bis 2004 Schauspiel an der Hochschule für Musik, Theater und Medien in Hannover. Erste Bühnenerfahrungen sammelte er bereits während seines Studiums bei Theaterauftritten am Theater Lübeck und am Staatstheater Hannover (Spielzeit 2003/04).
Noch vor Abschluss der Schauspielausbildung erhielt Thomas Niehaus 2004 sein erstes Festengagement am Berliner Ensemble unter der Intendanz von Claus Peymann. Seine erste Produktion dort war in der Spielzeit 2004/05 das Stück Wolken. Heim. Und dann nach Hause von Elfriede Jelinek. Er arbeitete am Berliner Ensemble u. a. mit den Regisseuren Claus Peymann, Thomas Langhoff, Manfred Karge und Philip Tiedemann zusammen.
Ab der Spielzeit 2009/10 war Niehaus bis zum Ende der Spielzeit 2019/20 festes Ensemblemitglied am Thalia Theater in Hamburg. In der Spielzeit 2012/13 war er dort in Luk Percevals Inszenierung des Fallada-Romans Jeder stirbt für sich allein als Schreinermeister Otto Quangel in der Hauptrolle zu sehen. Im Juni 2014 gastierte Niehaus mit der Fallada-Produktion auch am Staatsschauspiel Dresden. Seit der Spielzeit 2020/21 ist Niehaus als Gast weiterhin am Thalia Theater engagiert.
Seit einigen Jahren ist Niehaus vermehrt auch in Filmrollen zu sehen. 2017 spielte er an der Seite von Anja Kling in der TV-Komödie Zweibettzimmer den Reha-Arzt Dr. Simon Arping. In der ZDFneo-Miniserie Bruder – Schwarze Macht (Erstausstrahlung ab Oktober 2017) übernahm Niehaus eine durchgehende Seriennebenrolle; er spielte Karsten Mehnert, den Inhaber eines halbkriminellen Internet-Ladens. In der 7. Staffel der ZDF-Serie Bettys Diagnose (2020) übernahm er eine der Episodenhauptrollen als Aachener Travestiekünstlerin Liza Pirelli.
Außerdem arbeitet er als Hörspielsprecher. Niehaus lebt in Hamburg.

## Theaterrollen (Auswahl)
- 2004–2008: Berliner Ensemble (Ensemblemitglied)
  - 2004/05: Andorra (Rolle: Andri, Regie: Claus Peymann)
  - 2004/05: Nathan der Weise (Rolle: Tempelherr, Regie: Claus Peymann)
  - 2007/08: Trommeln in der Nacht (Rolle: Andreas Kragler, Regie: Philip Tiedemann)
  - 2007/08: Gerettet (Rolle: Len, Regie: Thomas Schulte-Michels)[4]

- 2009–2018: Thalia Theater (Ensemblemitglied)
  - 2011/12: Emilia Galotti (Rolle: Prinz von Guastalla, Regie: Marco Štorman)
  - 2011/12: Dantons Tod (Rolle: Legendre, Regie: Jette Steckel)[2][10]
  - 2012/13: Jeder stirbt für sich allein (Rolle: Schreinermeister Otto Quangel, Regie: Luk Perceval)[4]
  - 2015/16: Die Dreigroschenoper (Rolle: Tiger Brown, Regie: Antú Romero Nunes)
  - 2016/17: Richard III. (Rollen: König Edward/Stanley, Regie: Antú Romero Nunes)
  - 2016/17: Die Odyssee (Regie: Antú Romero Nunes)
  - 2017/18: Die Orestie (Rolle: Das Chaos, Regie: Ersan Mondtag)
  - 2018/19: Rom (nach William Shakespeare, Bearbeitung: John von Düffel, Regie: Stefan Bachmann)
  - 2020/21: Ode an die Freiheit (nach Friedrich Schiller, Regie: Antú Romero Nunes)

## Auszeichnungen
Im Oktober 2014 erhielt Niehaus gemeinsam mit Julian Greis, Mirco Kreibich, Daniel Lommatzsch, Jörg Pohl, Rafael Stachowiak, André Szymanski und Sebastian Zimmler den Rolf-Mares-Preis in der Kategorie „Bester Darsteller“ für die Aufführung von Moby Dick im Hamburger Thalia-Theater.
Im Mai 2017 wurde die Aufführung „Wenn die Rolle singt oder der vollkommene Angler“ von Thomas Niehaus und seinem Schauspielkollegen Paul Schröder beim Radikal-jung-Festival junger Regisseure am Münchner Volkstheater mit dem Kritiker- und dem Publikumspreis ausgezeichnet.
2021 erhielt er den Theaterpreis Hamburg – Rolf Mares für seine Rolle des Ingwer Feddersen im Stück Mittagsstunde am Thalia Theater.

## Filmografie (Auswahl)
- 2010: Neiiiiiin (Kurzfilm)
- 2013: Scherbengericht
- 2015: Heiraten ist nichts für Feiglinge (Fernsehfilm)
- 2015: Simon sagt auf Wiedersehen zu seiner Vorhaut
- 2015: Küstenwache (Fernsehserie; Folge: Die Gebeine des Admirals)
- 2015: Komm schon! (Fernsehserie)
- 2016: LenaLove
- 2017: Zweibettzimmer (Fernsehfilm)
- 2017: Nord Nord Mord: Clüver und der König von Sylt (Fernsehreihe)
- 2017: Bruder – Schwarze Macht (Fernsehserie)
- 2017: Polizeiruf 110: In Flammen (Fernsehreihe)
- 2018: SOKO Köln (Fernsehserie; Folge: Blut ist dicker als Wasser)
- 2018: Der Tatortreiniger (Folge: Der Kopf)
- 2019: Tage des letzten Schnees
- 2020: Bettys Diagnose (Fernsehserie; Folge: Im Ende ein Anfang)
- 2020: Tagundnachtgleiche (Fernsehfilm)
- 2021: Kranitz – Bei Trennung Geld zurück (Fernsehserie, Folge 3: Jörn & Mareike – Flöten für Kröten)
- 2021: Kommissar Dupin – Bretonische Spezialitäten (Fernsehreihe)
- 2022: Nord bei Nordwest – Der Ring (Fernsehreihe)
- 2022: Ach Du Scheisse!
- 2023: Tatort: Nichts als die Wahrheit (Fernsehreihe)
- 2023: Stralsund: Tote Träume (Fernsehreihe)
- 2024: Dein perfektes Jahr (Fernsehfilm)
- 2024: Where’s Wanda? (Fernsehserie)
- 2024: Nord Nord Mord – Sievers und das Geisterhaus (Fernsehreihe)
- 2025: Tatort: Im Wahn (Fernsehreihe)